# Carolin Kebekus

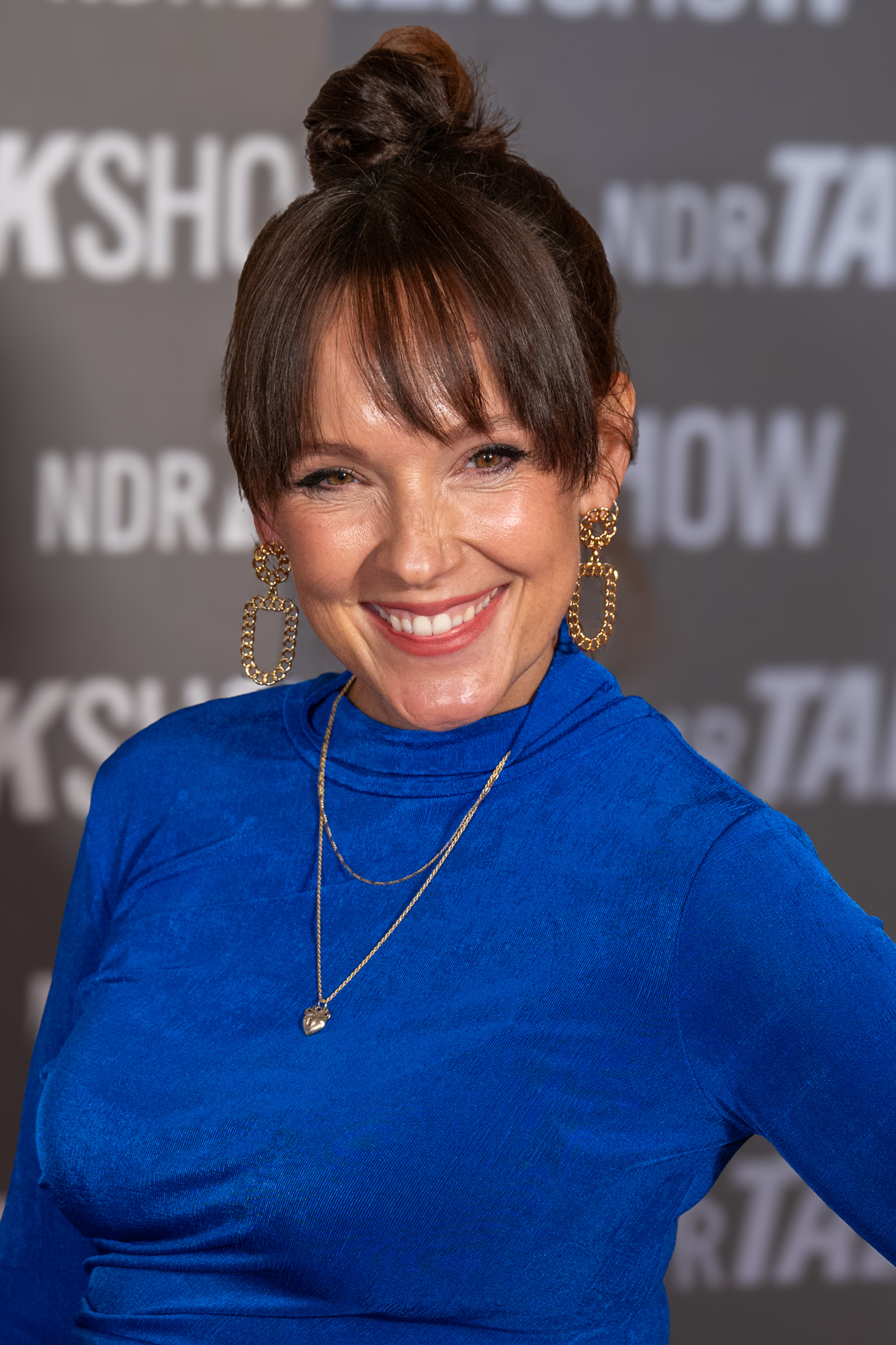
Carolin Kebekus (2023)

Carolin Kebekus (* 9. Mai 1980 in Bergisch Gladbach) ist eine deutsche Komikerin, Sängerin, Synchronsprecherin, Hörbuchsprecherin, Autorin, Schauspielerin, Produzentin und Fernsehmoderatorin.

## Leben
Carolin Kebekus wuchs als Tochter einer Sozialpädagogin und eines Bankkaufmanns in Köln-Ostheim auf. Ihr jüngerer Bruder David Kebekus ist ebenfalls Komiker. 1999 kam sie nach dem Abitur am Heinrich-Heine-Gymnasium in Köln als Praktikantin zu den Freitag Nacht News, deren Mitproduzent Hugo Egon Balder sie dazu gebracht haben soll, Schauspielunterricht zu nehmen. 2002 absolvierte Kebekus ein Praktikum bei 1 Live.
Ihre Parodien des Tokio-Hotel-Sängers Bill Kaulitz in den Freitag Nacht News brachten Kebekus den Durchbruch im Fernsehen und führten im April 2006 zu Beschimpfungen und Drohungen durch Fans der Gruppe. Von September 2006 bis zur Absetzung der Sendung im Dezember 2006 gehörte Kebekus zum Moderatoren-Team der Freitag Nacht News um Ingo Appelt.
2007 spielte Kebekus in der RTL-Sitcom Kinder, Kinder mit. Sie beteiligte sich an Diskussionen in der Comedy-Talkshow u. A. w. g. – um Antwort wird gebeten bei Comedy Central und hatte mehrere Gastauftritte (beispielsweise als Jennifer-Lopez-Parodistin) in den Sendungen Freitag Nacht News, RTL Comedy Nacht, Was guckst du?!, Quatsch Comedy Club und Fritz & Hermann. Bei der Improcomedysendung Frei Schnauze gehörte sie zur wiederkehrenden Besetzung. 2008 wirkte sie in der RTL-Sketchcomedyserie WunderBar mit. 2009 lief auf ProSieben die Comedyshow Die Hochzeitscrasher, in der Kebekus neben Max Giermann und Hanno Friedrich Hochzeitsgästen Streiche spielte. Von 2009 bis 2011 war sie regelmäßig in Sketchen des Formats Broken Comedy zu sehen und stand seit der zweiten Staffel außerdem als Moderatorin der Sendung auf der Bühne.
2007 spielte Kebekus in dem Film Vollidiot eine Nebenrolle. Sie singt in der Band De Imis sowie zusammen mit Rüdiger Brans beim Comedy-Duo 2ZimmerKücheDieleBad. 2010 trat sie beim 19. Arosa Humor-Festival zusammen mit dem Schweizer Kabarettisten Rolf Schmid auf. 2011 veröffentlichte sie ihr Debütalbum Ghetto Kabarett. Im selben Jahr war sie Mitglied der Neuauflage der Wochenshow. Seitdem war sie mit ihrem ersten Bühnenprogramm Pussy Terror auf Tour, das Anfang 2014 bei RTL ausgestrahlt wurde. Von 2015 bis 2018 lief ihr zweites Programm Alpha Pussy, das 2019 von Pussy Nation abgelöst wurde. Im September 2023 stand Kebekus in zehn Städten mit ihrem vierten Programm Funny Bones auf der Bühne. Seit Herbst 2024 lautet ihr Programm SHESUS.
2012 spielte sie in dem Kinofilm Hanni & Nanni 2 die Rolle der Lehrerin Frau Goethe. Seit 2013 ist Kebekus Ensemblemitglied der wöchentlichen Nachrichtensatire heute-show. Am 2. Juni 2013 trat sie in der WDR-Sendung Zimmer frei! auf. Am 5. Juni 2013 wurde bei Einsfestival ihre erste vom WDR produzierte Sendung Kebekus! gezeigt, die wegen einer nicht ausgestrahlten Kirchensatire im Vorfeld zu Kontroversen geführt hatte, weshalb Kebekus die Zusammenarbeit mit dem Sender beendete.
2014 und 2015 führte Kebekus als Nachfolgerin von Dieter Nuhr durch die Preisverleihung des Deutschen Comedypreises. Von 2015 bis 2019 war sie im WDR mit Pussy Terror TV zu sehen. Am 12. Februar 2017 war sie Mitglied der 16. Bundesversammlung zur Wahl des Bundespräsidenten als eine der Vertreterinnen des Landtags von Nordrhein-Westfalen für die Partei Bündnis 90/Die Grünen. Im Februar 2017 spielte Kebekus ihre erste Hauptrolle im Kinofilm Schatz, nimm du sie!, einem Remake der französischen Filmkomödie Mama gegen Papa – Wer hier verliert, gewinnt.
Kebekus nutzt ihre Stimme für politische Anliegen wie die Geschlechtergleichheit und gegen politisch rechte Positionen. Sie bezeichnet sich als Feministin und behandelte feministische Themen in ihrer Show PussyTerror TV, bei Gastauftritten in Die Anstalt und weiteren Sendungen. Sie war Teil der Jury in der 2020 von ProSieben ausgestrahlten Sendung FameMaker. Im April 2021 hatte sie einen Gastauftritt bei Laschi und Lauti (Radio-Comedy u. a. von Uli Winters). Seit 2020 ist sie in der ARD mit Die Carolin Kebekus Show zu sehen. Für die Moderation erhält sie ab 2024 pro Folge 38.500 Euro.

### Karneval und Beer Bitches
Kebekus war von 2010 bis 2020 bei der alternativen Karnevalssitzung Deine Sitzung eine der Sitzungspräsidentinnen und gleichzeitig eine der Hauptakteurinnen. Mit Nadine Weyer und Irina Ehlenbeck bildet sie zudem das auf Kölsch singende Gesangstrio Beer Bitches, das im Herbst 2018 das erste Album veröffentlicht hat.

### Kontroversen

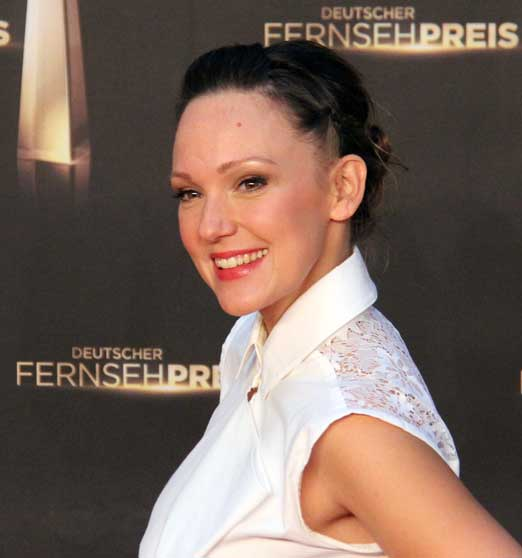
Kebekus beim Deutschen Fernsehpreis 2012

Im Februar 2013 sendete die heute-show einen satirischen Filmbeitrag, mit dem sich Kebekus bei Kardinal Joachim Meisner als Päpstin bewarb. Nach Angaben des Spiegel soll ein Sprecher der Deutschen Bischofskonferenz vergeblich versucht haben, die Ausstrahlung der Episode zu verhindern. Im Juni 2013 entschied sich der WDR gegen die Ausstrahlung des von Kebekus produzierten satirischen Musikvideos Dunk den Herrn in Kebekus! auf Einsfestival. In dem Video, in dem sie in einem Nonnenkostüm auftritt und ein Kruzifix ableckt, textete Kebekus in Form eines Rap unter anderem: „Er ist meine Bank, nur für ihn zieh ich blank“ und „Bei Gott geht der Punk ab, weil nur er den Funk hat; Jesus ist der Shit und wer das nicht glaubt, der kackt ab.“
Anspielungen gab es auch auf sexuellen Missbrauch in der katholischen Kirche. Stefan Raab empfahl Kebekus, sich beim zukünftigen WDR-Intendanten Tom Buhrow zu beschweren und auf der Kunstfreiheit zu bestehen, nachdem sie ihre Sendung als „verstümmelt“ bezeichnet hatte: „Es war natürlich seit drei Wochen ungefähr abgenommen, und jetzt ist aber dem WDR aufgefallen: ‚So jung wollen wir auch nicht werden‘“. Es werde wohl auch die letzte Sendung bleiben.
Zum Vorwurf der Zensur, den Kebekus in TV total erhoben hat, und dem Vorwurf der Selbstzensur, der laut Tagesspiegel von Mitarbeitern der Sendung erhoben wurde, erklärte der WDR, er könne dies „so nicht akzeptieren“. Der Sender stehe für Liberalität und Toleranz, was bedeute, dass religiöse Überzeugungen der Bevölkerung zu achten seien. Nach redaktioneller Diskussion und rechtlicher Prüfung hätten die Programmverantwortlichen daher entschieden, das Video nicht auszustrahlen: „Es gibt einen erheblichen Unterschied zwischen Kritik an der Institution Kirche und der Verunglimpfung religiöser Symbole“, unabhängig davon, ob sich eine Sendung an ein jüngeres oder älteres Publikum richte. Eine zukünftige Zusammenarbeit mit Kebekus werde sich zeigen – „unsere Türen bleiben jedenfalls geöffnet.“
Im Zusammenhang mit dem Video gingen aufgrund eines Aufrufs der Pius-Bruderschaft etwa 100 Anzeigen gegen Kebekus ein. Die Staatsanwaltschaft Köln prüfte, ob der Beitrag den Tatbestand Beschimpfung von Bekenntnissen, Religionsgesellschaften und Weltanschauungsvereinigungen (§ 166 StGB) erfülle. Sie sah darin kein strafrechtlich relevantes Handeln und stellte die Ermittlungen ein: Die satirisch überspitzte Darstellung habe keinen beschimpfenden Charakter, sondern einen kirchenkritischen Inhalt.
Kebekus ist aus der römisch-katholischen Kirche ausgetreten und sagte im März 2022 im Interview, sie habe Probleme mit der Institution, ihren Strukturen und Machtverhältnissen, fühle sich aber der Gemeinschaft von Gläubigen zugehörig. In einem weiteren Interview 2024 erläuterte sie: „In der Kirche liegt so viel weibliches Potenzial brach. Es gibt viele Frauen, die aktiv sind, die so viel verändern könnten. Aber sie dürfen nicht. Wäre es nicht toll, wenn Kirche ein Ort der Begegnung sein könnte, der Gemeinschaft, der Liebe für alle Menschen? Gerade in dieser Zeit könnte man Kirche ja gut gebrauchen. Und mit Frauen könnte man die Institution Kirche eher am Leben halten. ... Ich glaube an Gott, einen oder eine, das weiß ich nicht. Aber für mich ist Gott nicht jemand, der mich strafend liebt, sondern der mich unterstützend liebt. Und für mich ist Gott auch die Liebe zwischen den Menschen. Dieses Gefühl ist übermenschlich, das muss einen höheren Ursprung haben.“
Ihr 2021 veröffentlichtes Buch Es kann nur eine geben rief neben Zustimmung auch Kritik auf den Plan. Fabiola Gerpott und Ralf Lanwehr gaben beispielsweise zu bedenken, dass Kebekus in diesem Buch Frauen zu sehr „in die Verantwortung genommen und systemische Ursachen heruntergespielt“ habe. Dadurch würde „sich der Fokus der Wahrnehmung in kontraproduktiver Weise“ verschieben.

### Privatleben
Kebekus äußert sich öffentlich nicht zu ihrem Privatleben und versucht, diesbezügliche Presseberichte auch gerichtlich zu verhindern, worüber unter anderem 2017 Der Spiegel berichtete. 2015 ging sie gerichtlich gegen Tobias Büscher vor, auf dessen Online-Stadtmagazin Köln Reporter über ein angebliches Verhältnis berichtet worden war. Das Oberlandesgericht Köln wies im April 2017 die Klage von Kebekus ab und entschied, dass von einer Ehe auszugehen und diese Teil der Sozialsphäre sei. In der Sozialsphäre sei das Persönlichkeitsrecht weniger streng geschützt als in der Privatsphäre.
Im Januar 2024 brachte Kebekus ein Kind zur Welt.

## Frauenfußball
Kebekus ist Unterstützerin des Frauenfußballs und Investorin bei der Frauenmannschaft von FC Viktoria 1889 Berlin. 2023 veröffentlichte sie das Lied Wir Ihr Alle Eins, das zum offiziellen Soundtrack der ARD für die Fußballweltmeisterschaft 2023 gewählt wurde.

## Werk

### Film
- 2007: Vollidiot
- 2008: Morgen, ihr Luschen! Der Ausbilder-Schmidt-Film
- 2012: Hanni & Nanni 2
- 2012: Agent Ranjid rettet die Welt
- 2014: Der kleine Drache Kokosnuss, Synchronstimme von Mathilda
- 2015: Minions, Synchronstimme von Scarlet Overkill
- 2016: Männertag
- 2017: Schatz, nimm Du sie! (Hauptrolle)
- 2019: Mein Lotta-Leben – Alles Bingo mit Flamingo!
- 2022: Die Geschichte der Menschheit – leicht gekürzt

### Fernsehen
- 2002: Was guckst du?!
- 2004–2006: Freitag Nacht News
- 2005: RTL Comedy Nacht
- 2005: Schillerstraße
- 2006: Pastewka – Der Gutschein
- 2007: Kinder, Kinder
- 2007: Sag es mit Pantoffeln
- 2008: Die einzig wahren Hochzeitscrasher
- 2008: WunderBar
- 2009–2011: Broken Comedy
- 2010: Bernd & Friends (vier Folgen)
- 2011: Die Wochenshow
- 2012: Die Pro Sieben Märchenstunde
- 2013: Ritter Rost – Eisenhart & voll verbeult
- 2013: TV total Prunksitzung
- seit 2013: heute-show
- 2013: Kebekus!
- 2013: Durchgedreht!
- 2013: Eye TV – Der durchgeknallte Puppensender (Sprecherin)
- 2014: Irre sind Männlich
- 2014: Mario Barth deckt auf!
- 2015; 2017; 2018; 2020: Die Anstalt
- 2015–2019: PussyTerror TV
- seit 2018: Genial daneben
- 2018: Luke! Die Schule und ich
- 2018: Sketch History
- 2019: Luke! Die Greatnightshow
- seit 2020: Die Carolin Kebekus Show
- 2020: FameMaker (Jurymitglied)
- 2021: Wer weiß denn sowas?
- seit 2021: LOL: Last One Laughing
- 2022: MaiThink X – Die Show
- 2023: Wir gegen die! Die Kebekus Geschwister Show
- 2023: 1LIVE Köln Comedy-Nacht XXL
- 2024: Kinder stören[34]
- 2024: Kölner Treff

### Musik
- 2020: Zusammen alleine (mit Eko Fresh, Max Mutzke, Jan Hofer, Bernhard Hoëcker, Annette Frier, Luke Mockridge, Dunja Hayali, Rebecca Mir, Massimo Sinató, Hugo Egon Balder, Oliver Petszokat, Wayne Carpendale, Gregor Meyle, Jeannine Michaelsen und Johannes Oerding als Die Corona Allstars)[35]
- 2020: Kloria (Der Kloschlangen-Song) (mit Max Raabe)
- 2020: Im Namen der Mutter (mit Thelma Buabeng)
- 2021: La Vida Sin Corona (mit Karl Lauterbach)
- 2021: Das alles bringt uns um (dumm didimm…) (mit Mai Thi Nguyen-Kim)
- 2021: Alles wird sich ändern (Glottisschlag)
- 2021: Bindegewebe, du B!#C%
- 2021: Nimmst du mich in den Arm (Duett mit Max Mutzke)[36][37][38][39]
- 2022: Jeboostert un jebütz (mit Friedemann Weise)
- 2022: Alles gut!
- 2022: Richard David Precht
- 2023: Wir Ihr Alle Eins
- 2025: Blau

### DVD
- Pussy Terror – Live. Sony Music, 2013 (DVD, DE: Gold (Comedy-Award)[40]).
- Broken Comedy – Die komplette Kultshow. Turbine Medien, 2015 (DVD).
- Best of Pussy Terror TV Staffel 1 – Live. Sony Music, 2016 (DVD).

### Audio
- 2009: Der witzigste Vorleseabend der Welt: Live-Lesung mit Jürgen von der Lippe, Jochen Malmsheimer und Carolin Kebekus (DE: Gold (Hörbuch-Award))
- 2010: Verkehrte Welt: Inszenierte Lesung mit Jürgen von der Lippe, Jochen Malmsheimer und Carolin Kebekus
- 2011: Pussy Terror
- 2011: Ghetto Kabarett (Improversum/Groove Attack)
- 2011: Favorite vs. Carolin Kebekus Favorite und Carolin Kebekus
- 2013: Funkemarieche (Brings, Carolin Kebekus)
- 2014: Arschbacken zusammenkneifen, Prinzessin! Lesung mit Carolin Kebekus
- 2015: Beim Dehnen singe ich Balladen: Geschichten und Glossen mit Jürgen von der Lippe, Jochen Malmsheimer und Carolin Kebekus
- 2016: Pirate (Kasalla, Carolin Kebekus)
- 2018: Deck opjedrage (Beer Bitches)
- 2019: Alle Jahre Lieder (Tante Renate) (Sebastian Winkler, Carolin Kebekus)

### Hörbücher
- Dunja Maria Pechner: Noch nicht mal alleinerziehend. Random House Audio, ISBN 978-3-8371-1069-2.
- Chill mal, Frau Freitag. Hörbuch Hamburg Verlag, Hamburg 2012, ISBN 978-3-86909-105-1.
- Voll streng, Frau Freitag. Hörbuch Hamburg Verlag, Hamburg 2012, ISBN 978-3-86909-106-8, wurde am 24. Juli 2012 auf NDR Kultur ausgestrahlt.
- Frl. Krise und Frau Freitag ermitteln: Der Altmann ist tot. Argon Verlag, 2013, ISBN 978-3-7324-1248-8.
- Echt easy, Frau Freitag!. Hörbuch Hamburg Verlag, Hamburg 2013, ISBN 978-3-86909-134-1.
- Arschbacken zusammenkneifen, Prinzessin!. Der Audio Verlag.
- Es kann nur Eine geben (Autorenlesung). Argon Verlag 2021, ISBN 978-3-8398-1928-9.

## Nominierungen und Preise

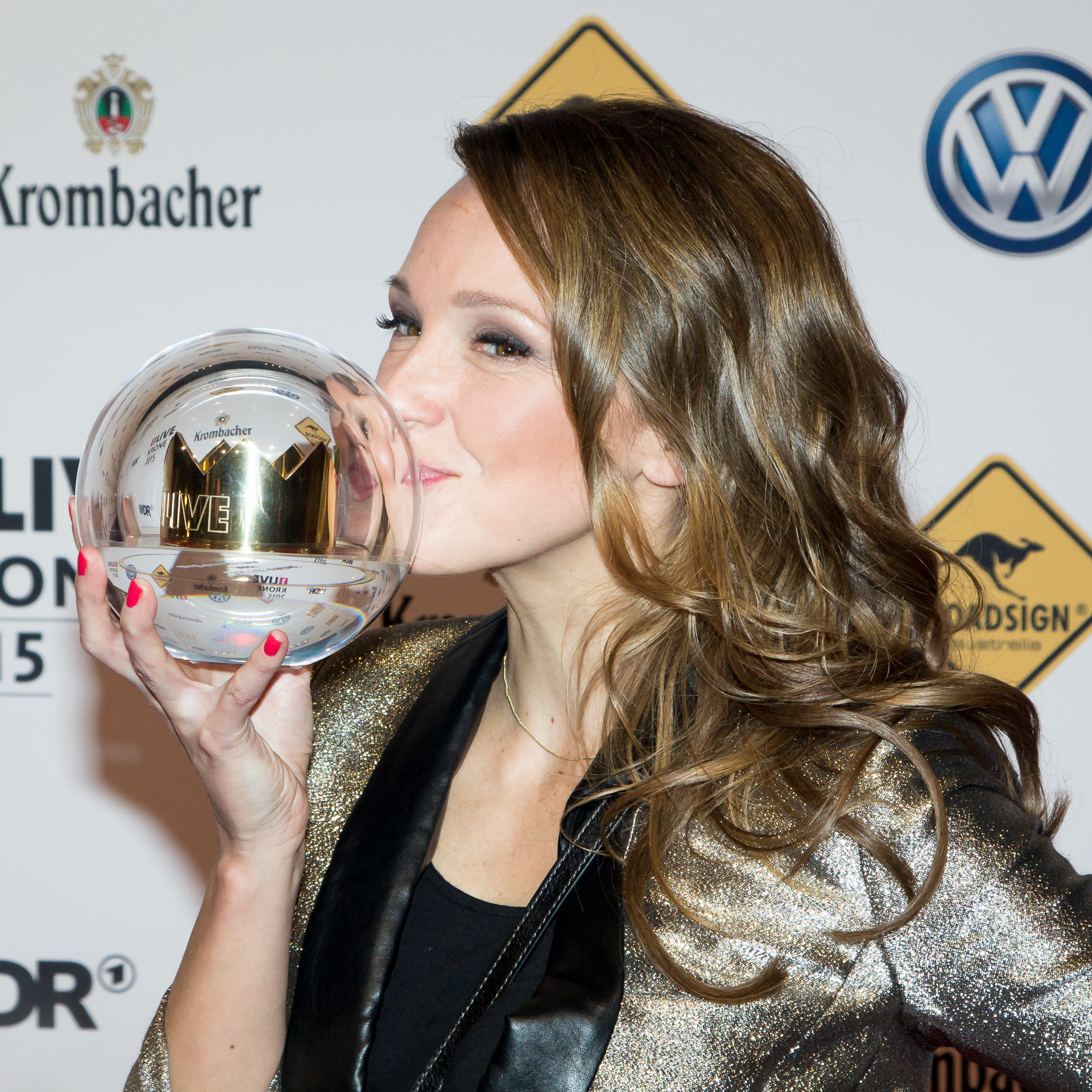
Kebekus mit der 1 Live Krone (2015)

- 2007: Publikumspreis des Wettbewerbs Tegtmeiers Erben
- 2008: Prix Pantheon
- 2011: nominiert für den Deutschen Comedypreis als beste Komikerin
- 2013: Deutscher Comedypreis als beste Komikerin
- 2014: Deutscher Comedypreis als beste Komikerin
- 2014: nominiert für den Deutschen Comedypreis als bestes TV-Soloprogramm für Pussy Terror
- 2015: nominiert für den Deutschen Animationssprecherpreis Internationales Trickfilm-Festival Stuttgart für ihre Rolle in Der kleine Drache Kokosnuss
- 2015: Deutscher Comedypreis als beste Komikerin und für die beste Personality-Show für ihr Programm PussyTerror TV
- 2015: 1 Live Krone in der Kategorie Comedy
- 2015: nominiert für den Deutschen Fernsehpreis in der Kategorie Beste Comedy/Kabarett mit PussyTerror TV
- 2016: Deutscher Comedypreis als beste Komikerin
- 2016: nominiert für Goldene Henne (Publikumspreis Entertainment)
- 2017: Webvideopreis Deutschland als Person of the Year Female[41]
- 2017: Deutscher Comedypreis in der nun zusammengelegten Kategorie Beste Komikerin/Bester Komiker (als beste Komikerin zum 5. Mal in Folge)[42]
- 2018: Deutscher Comedypreis in den Kategorien beste Komikerin/bester Komiker und bestes TV-Soloprogramm.
- 2019: Radio Regenbogen Award in der Kategorie Comedy 2018[43]
- 2019: Juliane-Bartel-Preis[44]
- 2021: Grimme-Preis 2021 in der Kategorie Unterhaltung für Die Carolin Kebekus Show[45]
- 2021: Bayerischer Fernsehpreis in der Kategorie Unterhaltung für Brennpunkt Rassismus[46]
- 2021: Preis der Deutschen Akademie für Fernsehen in der Kategorie Fernsehunterhaltung für Die Carolin Kebekus Show[47]
- 2022: Bayerischer Kabarettpreis (Hauptpreis)[48]
- 2022: Deutscher Comedypreis in der Kategorie TV-Soloprogramm[49]
- 2023: Deutscher Kleinkunstpreis in der Kategorie „Stand-Up“[50]